# 断酒会
断酒会（だんしゅかい）は、酒害（アルコール依存症、問題飲酒）から回復し、自力更生するための、相互援助団体（支援団体,自助グループ）である。
断酒会では酒害の回復のために、例会を行う。会員は氏名を明らかにし、各断酒会に所属する。一般に、例会場の使用費など会の運営費用をまかなうため、会費が徴収される。会費の徴収、氏名の公表はアルコホーリクス・アノニマスとの違いである。
各地域それぞれの断酒会は独立した組織である。断酒会は日本各地にあり、例会はさまざまな場所で毎日行われている。それら統括組織として公益社団法人全日本断酒連盟があるが、加盟は任意である。
吾妻ひでおが1999年のアルコール病棟入院中に抱いた感想によると、家族持ちに適した団体のようである。

## 歴史
1958年に高知市で松村春繁と下司孝麿が中心となって、アメリカのAA（アルコホーリクス・アノニマス）を参考に「高知県断酒新生会」を結成したことを始まりとする。その精神は1964年に、下司孝麿の秘書を勤めた川村効子（高知県初代公選知事　川村和嘉治の長女）による、米国ニューヨークAA訪問により移入された。
断酒会は、酒害者が飲酒の問題について経験を分かち合い、そのときだけは飲酒をせずにいられた、ということによって広がっていった互助団体である。

## 例会
断酒会活動の基本は例会である。各断酒会は、日時を設定し例会を開く。参加者は会員と他の断酒会の会員である。
例会は、司会者の主導の下約2時間、酒害体験を話し、それを聴く。家族も参加する。家族も酒害体験を話す。
例会で話された内容は他言無用とし、プライバシーが尊重される。
一般の例会のほかテーマ別の例会も開かれている。
- 家族会（酒害者の家族）
- シングル（配偶者を持たない酒害者）
- アメシスト（女性酒害者）
- 虹の会（身体障害を持つ酒害者）

など

## イベント
例会のほかに、単発的にイベントが企画される。
- 各断酒会、創立＊＊周年記念大会
- 各断酒会、連合会による研修会
- 全日本断酒連盟全国大会

など